# Dél-reykjavíki választókerület

Elhelyezkedése

A Dél-reykjavíki választókerület (izlandiul Reykjavíkurkjördæmi suður, kiejtése: ˈreiːcaˌviːkʏrˌcʰœrˌtaiːmɪ ˌsʏːðʏr̥) Izland hat választókerületének egyike, amely tizenegy képviselőt küldhet a parlamentbe.